# Marin Marais

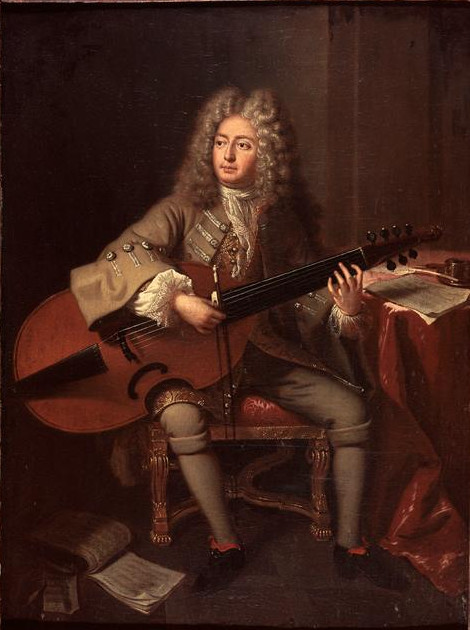
Marin Marais

Marin Marais (Parijs, 31 mei 1656 – Parijs, 15 augustus 1728) was een Franse componist uit de barokperiode, die voornamelijk muziek schreef voor strijkinstrumenten. Het grootste deel van zijn werkzame leven diende hij het Franse hof te Versailles. Hij wordt beschouwd als een belangrijke vertegenwoordiger van de Franse school van componisten voor viola da gamba (basse de viole) en was zelf ook een uitstekend gambist. Hij componeerde vier opera's, stukken voor trio's (fluit, viool en viola da gamba) en vele composities voor viola da gamba en basso continuo. Zijn werk werd tijdens zijn leven volop uitgevoerd en was tot ver buiten de Franse grenzen bekend.
Marais begon zijn muzikale loopbaan als zanger in het koor van Saint-Chapelle. In zijn jonge jaren leerde hij gambaspelen bij Nicolas Hotman en bij gambist en componist Monsieur de Sainte-Colombe. Hij bekwaamde zich verder als leerling van de toenmalige hofkapelmeester Jean-Baptiste Lully. In 1676 kwam hij als musicus in dienst van het koninklijke hof. Drie jaar later werd hij officieel aangesteld als 'Ordinaire de la chambre du roy pour la viole' (een soort huismeester voor viola da gamba in dienst van de koning). In 1685 volgde een benoeming tot solist. Tevens speelde hij in het orkest van de Académie Royale de Musique (Koninklijke Muziekacademie), dat onder leiding stond van Lully. Tot 1715 diende hij onder de Zonnekoning en tot 1725 onder Lodewijk XV.
Marais had 19 kinderen. Een aantal daarvan zou later ook naam maken als musicus.
Marais' composities staan midden in de Franse muzikale traditie van de 17e en 18e eeuw, en vormden daarin volgens tijdgenoten een hoogtepunt. Hij componeerde het meest voor een instrument dat nu bekendstaat als de 'viola da gamba', een verzamelnaam voor een negental verschillende soorten bas-viool. Zelf was hij de eerste uitgever van vijf muziekboeken, getiteld Pièces de Violes, een verzameling van meer dan 550 stukken, de meeste voor zijn meest geliefde instrument. Deze composities schreef hij tussen 1686 en 1725.
De film Tous les matins du monde, gaat over het leven van de Sainte-Colombe en de interactie met Marais. Guillaume Depardieu speelt de jonge Marais, zijn vader Gérard speelt de oude Marais. De muziek wordt gespeeld door Jordi Savall.

## Composities

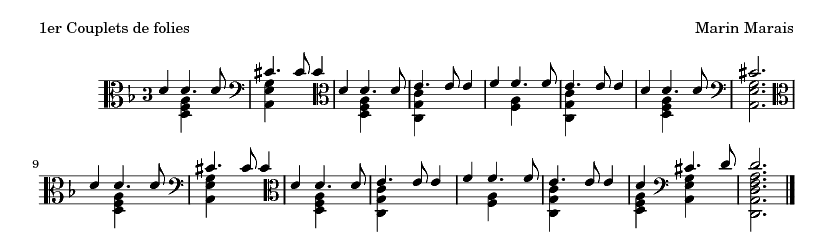
Viola da gambapartij van het eerste couplet van de Folies d'Espagne van het Deuxième livre de pièces de viole van Marin Marais voor viola da gamba en basso continuo

Marais schreef bijna 600 stukken voor gamba, verdeeld over vijf boeken. Elk van deze vijf bevat een veertigtal suites, met soms ook karakterstukken zoals Le Tombeau pour Monsieur de Sainte-Colombe, Le Tombeau pour Monsieur de Lully, Le Tableau de l’Opération de la Taille, etc.
- Vijf albums met composities voor gamba en basso continuo (Uitgave: 1686, 1701, 1711, 1717 en 1725); deze albums bevatten ook enkele stukken voor 2 en 3 gamba's, waaronder: Tombeau pour Monsieur de Sainte-Colombe
  - Pièces à une et à deux violes, Premier livre (1686)
  - Basses continues des pièces à une et deux violes avec une augmentation de plusieurs pièces  particulières en partition (1689)
  - Pièces de viole, Deuxième livre (1701)
  - Pièces de viole, Troisième livre (1711)
  - Pièces à une et à trois violes, Quatrième livre (1717)
  - Pièces de viole, Cinquième livre (1725), waarin suite nr. 7 in e mineur Le tableau de l'operation de la taille[1][2]

- Albums met stukken voor trio's:

Marais is een van de eerste componisten in Frankrijk die stukken schrijven voor trio.
- - Pièces en trios pour les flûtes, violons et dessus de viole avec la basse continue (1692)
  - La Gamme et les autres morceaux de symphonie pour le violon, la viole et le clavecin (1723), waaronder het beroemde Sonnerie de Ste-Geneviève du Mont-de-Paris

- Opera's:
  - Alcide ou Le Triomphe d'Hercule (1693) (in samenwerking met Louis Lully)
  - Ariane et Bacchus (1696)
  - Alcyone (1706)
  - Sémélé (1709)

Zie categorie:compositie van Marin Marais voor besproken composities.